# Lepisorus abbreviatus
Lepisorus abbreviatus är en stensöteväxtart som först beskrevs av Fée, och fick sitt nu gällande namn av Li Wang. Lepisorus abbreviatus ingår i släktet Lepisorus och familjen Polypodiaceae. Inga underarter finns listade.